# Даниелс, Биби
Биби Даниелс (англ. Bebe Daniels, урождённая Филлис Вирджиния Даниелс (также — Дэниелс) (англ. Phyllis Virginia Daniels), 14 января 1901 — 16 марта 1971) — американская актриса, певица, танцовщица
 и продюсер.

## Биография
Филлис Вирджиния Даниелс родилась в Далласе в театральной семье. Когда она была ещё ребёнком её семья переехала в Лос-Анджелес, где Даниелс уже в четырёхлетнем возрасте начала актёрскую карьеру. Первоначально она участвовала в различных театральных постановках, а в 1910 году стартовала её кинокарьера. Одной из первых её ролей стала Дороти Гейл в экранизации детской книги Л. Фрэнка Баума «Чудесный волшебник страны Оз». С 1915 года Даниелс была приглашена Гарольдом Ллойдом на второстепенные роли в его короткометражные комедии. Её четырёхлетнее сотрудничество с Ллойдом породило много сплетен о их возможных романтических отношениях, а Голливуде они получили прозвища «мальчик» и «девочка».
В 1919 году, стремясь проявить свой драматический талант, Биби Даниелс покинула Гарольда Ллойда и приняла контракт от Сесила Б. Демилля на съёмки в нескольких его драматических картинах. В 1920-х у актрисы был контракт с Paramount Pictures, где она снялась во второстепенных ролях более чем в двух десятках картин. В середине десятилетия студия Paramount расторгла с ней контракт, и Даниелс перешла на студию «RKO», где в 1929 году получила большую популярность после роли в музыкальной комедии «Рио Рита». Последующий год актриса была одной из основных звёзд мюзиклов производства RKO. К концу 1930 года мода на киномюзиклы заметно понизилась, и студия RKO решила не продлевать с ней контракт. В начале 1930-х актриса работала на студии Warner Brothers, где появилась в ряде популярных кинофильмов, включая «Мальтийский сокол» (1931), «Украденные драгоценности» (1931), «Серебряный доллар» (1932) и «42-я улица» (1933).
В 1935 году Биби Даниелс покинула Голливуд, и вместе с мужем, актёром Беном Лайоном, переехала в Лондон. Там актриса продолжила актёрскую карьеру, но в большей степени в театре и на радио. В 1945 году Даниелс на пару лет вернулась в Голливуд, где выступила продюсером фильма «Невероятный Джо». Оставшуюся жизнь актриса вместе с мужем, сыном Ричардом и дочерью Барбарой, провела в Лондоне, где и скончалась от кровоизлияния в мозг в марте 1971 года, спустя 8 дней после смерти Гарольда Ллойда. Она была кремирована, а её прах захоронен в колумбарии часовни на кладбище «Hollywood Forever». Её вклад в кинематограф США отмечен звездой на Голливудской аллее славы.